# Bambusa bambos
Espèce
Bambusa bambos, le bambou épineux, est une espèce de plantes monocotylédones de la famille des Poaceae, sous-famille des Bambusoideae, originaire du sud de l'Asie.
C'est une plante vivace, cespiteuse, rhizomateuse, aux feuilles persistantes, dont les tiges ligneuses (chaumes) sont dressées, puis courbées, et peuvent atteindre de 20 à 30 m de haut sur 10 à 15 cm de diamètre.

## Taxinomie
L'espèce Bambusa bambos a été décrite par le botaniste allemand, Andreas Voss, et publiée en 1895 dans Vilmorin's Blumengärtnerei Beschreibung, Kultur und Verwendung des Gesamten Pflanzenmaterials fur Deutsche Garten, 1: 1189, Berlin (troisième édition de la traduction allemande des Fleurs de pleine terre de Vilmorin).

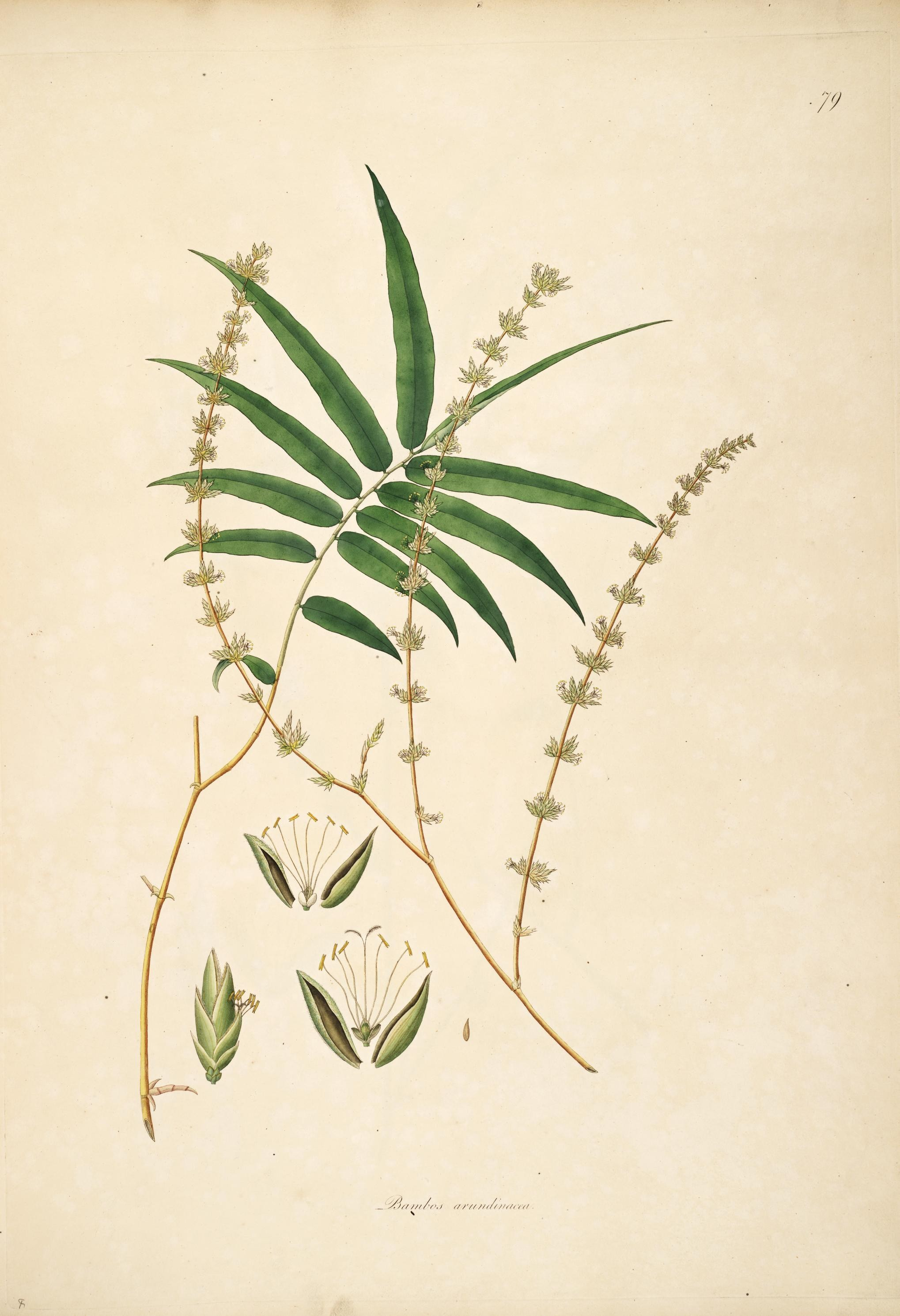

C'est la première espèce de bambou qui ait reçu un nom validement publié, sous le nom d'Arundo bambos, par Linné en 1753 ; Linné cependant n'a donné aucune description de la plante dans son Species plantarum. Ce nom a été rapidement modifié, d'abord par Retzius qui créa un nouveau genre, Bambos, pour le séparer du genre Arundo, et renomma la plante Bambos arundinacea dans ses Observationes Botanicae en 1788, puis par Schreber en 1789 qui la reclassa en Bambusa arundinacea.
Ce dernier nom est resté d'un usage généralisé, mais progressivement supplanté par Bambusa bambos, et une certaine confusion a persisté sur la typification de l'espèce jusqu'en 1997, date à laquelle un bon spécimen-type pour Bambusa bambos a été découvert dans les collections rapportées du Sri Lanka par Paul Hermann, botaniste néerlandais du XVIIe siècle. Cela a permis aux chercheurs Xia et Stapleton de désigner un solide lectotype pour cette espèce et de confirmer que le nom Bambusa arundinacea est un synonyme de Bambusa bambos,.

### Synonymes
Selon The Plant List (2 octobre 2016) :
- Arundarbor agrestis (Lour.) Kuntze
- Arundarbor arundinacea (Retz.) Kuntze
- Arundarbor bambos (L.) Kuntze
- Arundarbor orientalis (Nees) Kuntze
- Arundarbor spinosa (Buch.-Ham.) Kuntze
- Arundarbor teba (Miq.) Kuntze
- Arundo agrestis Lour.
- Arundo arborea Mill.
- Arundo bambos L.
- Arundo bambu Lour.
- Arundo excelsa Salisb. [illégitime]
- Arundo spinosa (Roxb. ex Buch.-Ham.) Oken
- Bambos arundinacea Retz.
- Bambos arundo J.F.Gmel.
- Bambos bambos (L.) W.F.Wright [invalide]
- Bambos quinqueflora Stokes [illégitime]
- Bambusa agrestis (Lour.) Poir.
- Bambusa arundinacea Willd.
- Bambusa arundinacea Retz.
- Bambusa arundinacea var. gigantea Bahadur [invalide]
- Bambusa arundinacea var. orientalis (Nees) Gamble
- Bambusa arundinacea var. spinosa (Buch.-Ham.) E.G.Camus
- Bambusa arundo Wight ex Steud. [invalide]
- Bambusa bambos var. spinosa (Buch.-Ham.) S.S.Jain & S.Biswas
- Bambusa bambusa Huth [invalide]
- Bambusa neesiana Arn. ex Munro [invalide]
- Bambusa orientalis Nees
- Bambusa spinosa Roxb. ex Buch.-Ham.
- Bambusa spinosa Roxb.
- Ischurochloa arundinacea var. orientalis (Nees) Buse
- Ischurochloa spinosa (Buch.-Ham.) Buse
- Nastus arundinaceus (Retz.) Sm.

### Liste des variétés
Selon Tropicos (1 octobre 2016) :
- variété Bambusa bambos var. gigantea Bennet & R.C. Gaur

## Propriétés médicinales
En Inde, Bambusa bambos est considéré comme une plante ayant un grand potentiel pharmacologique, très utilisée en médecine traditionnelle. On l'utilise notamment pour ses propriétés anti-inflammatoires, astringentes, laxatives, diurétiques, anti-ulcère, anti-arthrite, anti-obésité et abortives.
On a signalé, parmi les composés chimiques présents dans cette plante, diverses substances dont l'acide oxalique, l'acide chlorogénique, l'acide férulique, l'acide coumarique, l'acide protocatéchuique, l'acide vanillinique, l'acide caféique, des sucres réducteurs, des résines, des cires, le cyanure d'hydrogène (HCN), l'acide benzoïque, le diféruloyl-arabinoxylanhexasaccharide, le diféruloyl-oligosaccharide, la taxiphylline, l'arginine, la cystéine, l'histidine, l'isoleucine, la leucine, la lysine, la méthionine, la phénylamine, la thréonine, la valine, la tyrosine, la niacine, la riboflavine, la thiamine, la bétaïne, la choline, des enzymes protéolytiques, la nucléase, l'uréase.
Des évaluations pharmacologiques des différentes parties de la plante ont démontré des activités vermifuges, diurétiques, anti-inflammatoires, anti-ulcéreuses anti-oxydantes, anti-diabétiques, anti-bactériennes, anti-fertilité, hypothermiques, anti-tumorales, anti-thyroïdiennes et ecboliques (ocytociques).